# Graphogaster nigrisquamata
Graphogaster nigrisquamata is een vliegensoort uit de familie van de sluipvliegen (Tachinidae). De wetenschappelijke naam van de soort is voor het eerst geldig gepubliceerd in 1989 door Tschorsnig.